# Керницька Домініка
Домініка Керни́цька (нар. 1860, Львів — пом. 1911, Каліш) — українська і польська акторка. 

## Біографія
Народилася 1860 року у місті Львові (тепер Україна). Працювала у польських трупах у Галичині і Польщі, у 1885—1892 роках в Руському народному театрі у Львові, у 1894—1895 роках — у театрах Кракова, у 1895—1896 та 1899—1906 роках — у театрах Варшави.
Була одружена з актором Мар'яном Керницьким.
Померла у 1911 році в Каліші.

## Ролі
Виконала ролі:
- Одарка («Дай серцю волю, заведе в неволю» Марка Кропивницького);
- Маруся («Лимерівна» Панаса Мирного);
- Маруся («Наймичка» Івана Карпенка-Карого);
- Арсена («Циганський барон» Йоганна Штрауса);
- Фенні («Зелений острів» Шарля Лекока).